# Altkirch (Reichshoffen)

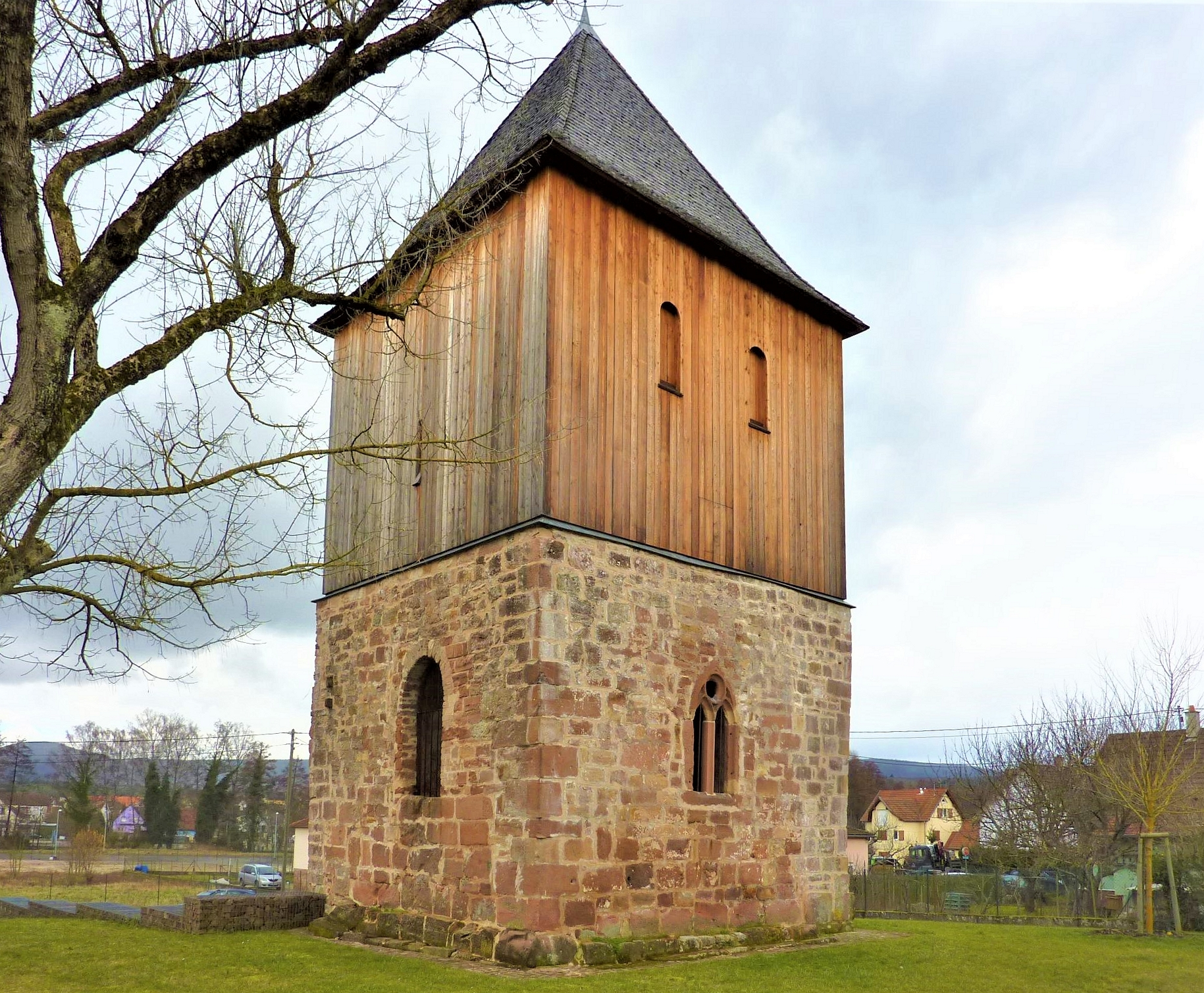
Der Chorturm der Altkirch

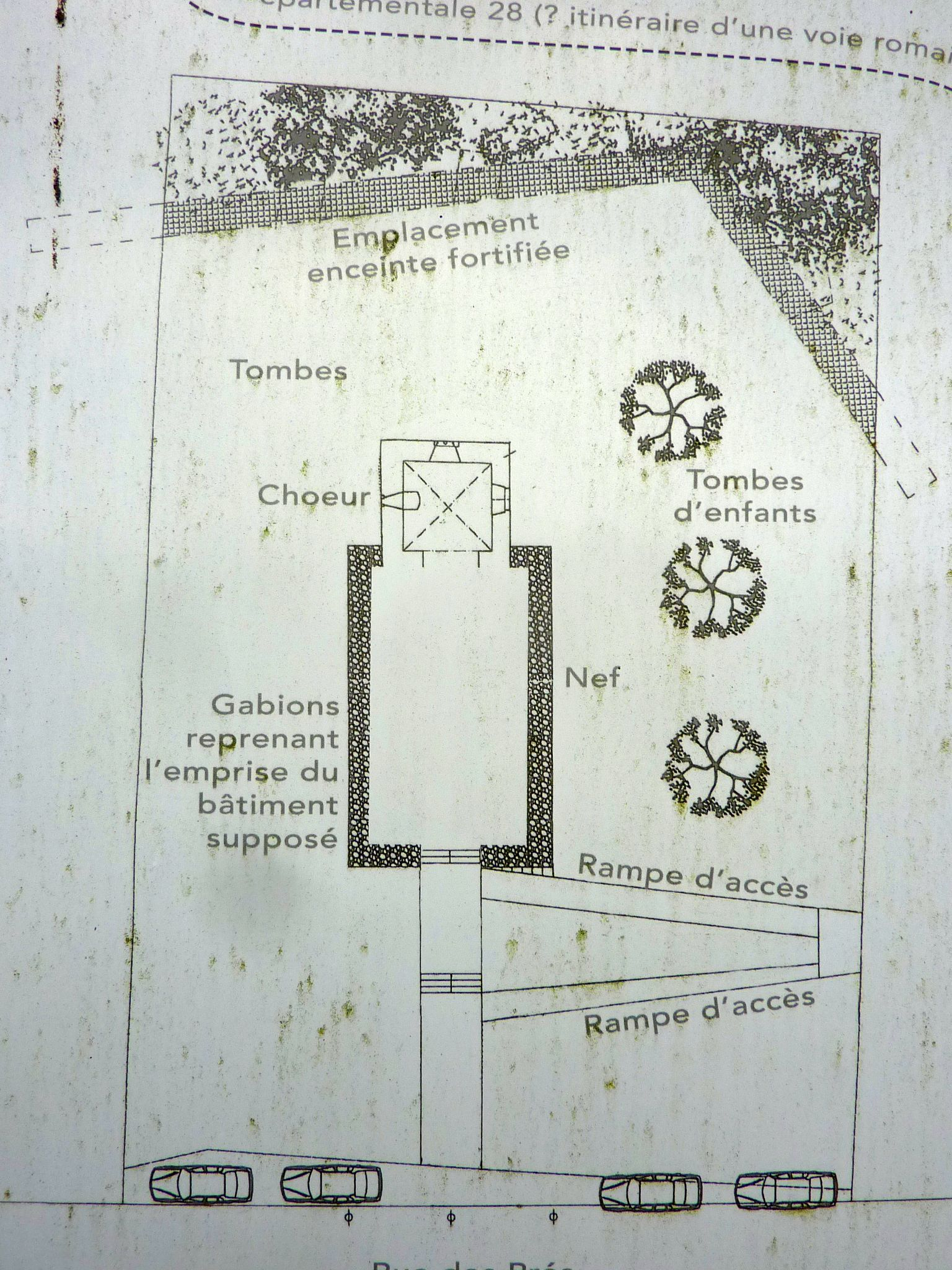
Grundriss auf einer Hinweistafel

Die Altkirch, auch Heidenkirche, ist eine Kirchenruine in der französischen Gemeinde Reichshoffen im Département Bas-Rhin.
Die Ruine ist seit 1990 als Monument historique klassifiziert.

## Geschichte
Die Altkirch ist die Ruine einer gotischen Chorturmkirche aus dem 13. Jahrhundert, von der sich das Untergeschoss des Turmes mit dem Chorraum erhalten hat. Die Umrisse des Kirchenschiffes wurden nach Ausgrabungen aufgemauert. An der Kirche befand sich ein Leprosorium, das vermutlich um 1350 während einer großen Pestepidemie im Elsass an dieser Stelle errichtet wurde, da es günstig außerhalb des Ortes Reichshoffen lag.